# Leiocephalus vinculum
Leiocephalus vinculum (гонавська ігуана-крутихвіст) — вид ігуаноподібних ящірок родини Leiocephalidae. Ендемік Гаїті.

## Поширення і екологія
Гонавські ігуани-крутихвости є ендеміками острова Гонав, розташованого в затоці Гонав на захід від Гаїті. Вони живуть в сухих тропічних лісах і чагарниках.

## Збереження
МСОП класифікує цей вид як такий, що перебуває під загрозою зникнення. Leiocephalus vinculum загрожує знищення природного середовища.